# Sociedad Cultural y Recreativa Peña Deportiva
La Sociedad Cultural Recreativa Peña Deportiva, meglio noto come Peña Deportiva, è una società calcistica spagnola con sede nella città di Santa Eulària des Riu. Milita nella Segunda Federación, la quarta divisione del campionato spagnolo.

## Storia
Fondato nel 1935, ha trascorso i primi anni della sua esistenza nei campionati regionali. Solo al termine della stagione 1984-1985, è stato promosso per la prima volta in Tercera División, la quarta serie nazionale. Ha partecipato a tale categoria fino al 2008, quando è salito in Segunda División B, la terza serie nazionale. Negli anni successivi, ha militato principalmente tra la terza e la quarta divisione iberica.

## Palmarès

### Competizioni nazionali
- Tercera División: 4

2003-2004, 2005-2006, 2012-2013, 2018-2019

### Altri piazzamenti
- Segunda Federación:

Secondo posto: 2022-2023 (gruppo 2)